# The Pointer Sisters
Le Pointer Sisters sono un gruppo musicale pop statunitense formatosi a Oakland nel 1969.
Gruppo di buon successo durante gli anni ottanta, sono recentemente tornate in auge con il loro brano Hot Together del 1986, utilizzato nel secondo trailer di Grand Theft Auto VI, uscito il 6 Maggio 2025. Il trailer, che ha segnato un record di visualizzazioni incredibile (475 mila visualizzazioni nel primo giorno), ha reso noto il brano delle Sisters, specialmente su Spotify, dove gli ascolti sono aumentati del 182,000% a sole 2 ore dalla pubblicazione del trailer.

## Storia
Nel 1969 le sorelle June e Bonnie Pointer cominciarono a esibirsi dal vivo come "Pointers, a Pair", mentre nel 1972, poco prima della pubblicazione dell'album di debutto eponimo The Pointer Sisters, si unirono le altre due sorelle Anita e Ruth.
Nei successivi anni il gruppo è rimasto in attività, seppure con cambi di formazione. Bonnie abbandonò il gruppo per avviare una carriera da solista e successivamente, negli anni novanta, entrò a far parte del gruppo Issa Pointer, da cui in seguito però uscì. Agli inizi del ventunesimo secolo il gruppo è composto da Anita, Ruth e Sadako Johnson.
Il gruppo, che ha avuto successo soprattutto negli anni settanta e ottanta, ha pubblicato svariati album e singoli per diverse etichette discografiche tra cui Atlantic, RCA e Motown riscuotendo un grande successo in tutta Europa.
Particolare successo ebbero singoli come Jump (for My Love) (successivamente reincisa da vari artisti come le Girls Aloud), che raggiunse la sesta posizione in Regno Unito e posizioni altrettanto buone in Nuova Zelanda, Paesi Bassi e Australia, I'm So Excited e Dare Me.
Nel 1985 hanno partecipato anche all'incisione di "We are the world" - USA for AFRICA, brano prodotto da Quincy Jones.
Nel 2005 hanno collaborato con la cantante belga Natalia, con la quale hanno pubblicato il singolo Sisters Are Doin' It for Themselves, cover dell'omonimo brano di Aretha Franklin e gli Eurythmics.
L'11 aprile 2006 June Pointer è morta all'età di 52 anni a causa di un tumore, dopo essere stata dipendente dalla cocaina per gran parte della sua vita, motivo per cui era stata allontanata dal gruppo nel 2002.
Il 31 dicembre 2022 Anita Pointer è morta a Los Angeles a causa di un tumore.

## Formazione
- Ruth Pointer (1972-presente)
- Issa Pointer (2002-2009; 2011-presente)
- Sadako Pointer (2009-presente)

Ex membri
- Anita Pointer (1969-2015)
- Bonnie Pointer (1969-1977)
- June Pointer (1969-1977; 1978-2002)

## Discografia

### Album
- 1973 - The Pointer Sisters (Blue Thumb Records)
- 1974 - That's a Plenty (Blue Thumb Records)
- 1975 - Steppin' (ABC/Blu Thumb)
- 1977 - Having a Party (ABC/Blu Thumb)
- 1978 - Energy (Planet Records)
- 1979 - Priority (Planet Records)
- 1980 - Special Things (Planet Records)
- 1981 - Black & White (Planet Records)
- 1982 - So Excited! (Planet Records)
- 1983 - Break Out (Planet Records)
- 1985 - Contact (RCA)
- 1986 - Hot Together (RCA)
- 1988 - Serious Slammin' (RCA)
- 1990 - Right Rhythm (Motown)
- 1993 - Only Sisters Can Do That (SBK Records)

### Live
- 1974 - Live at the Opera House (Blue Thumb)
- 2004 - The Collection (Madacy)
- 2006 - Natalia Meets The Pointer Sisters (Sony BMG)

### Raccolte
- 1976 - The Best of the Pointer Sisters (ABC/Blu Thumb)
- 1981 - Retrospect (MCA)
- 1982 - Pointer Sisters' Greatest Hits (Planet Records)
- 1989 - Greatest Hits (RCA)
- 1989 - Jump: The Best of the Pointer Sisters (RCA)

- 1995 - Greatest Hits (RCA)
- 1996 - Fire: The Very Best of the Pointer Sisters (RCA)
- 1997 - Yes We Can Can: The Best of the Blue Thumb Recordings (Hip-O Records)
- 2002 - The Best of the Pointer Sister (RCA)
- 2004 - Platinum & Gold Collection (RCA)
- 2004 - The Millennium Collection: The Best of the Pointer Sisters (Hip-O Records)
- 2009 - Playlist: The Very Best of the Pointer Sisters (Legacy)
- 2010 - Goldmine: The Best of the Pointer Sisters (Sony)

### Singoli
- 1971 - Don't Try to Take the Fifth
- 1972 - Destination No More Heartaches
- 1973 - Yes We Can Can
- 1973 - Wang Dang Doodle
- 1974 - Steam Heat
- 1974 - Fairytale
- 1975 - Live Your Life Before You Die
- 1975 - How Long (Betcha' Got a Chick on the Side)
- 1975 - Going Down Slowly
- 1976 - You Gotta Believe
- 1977 - Having a Party
- 1977 - I Need a Man
- 1978 - Fire
- 1979 - Everybody Is a Star
- 1979 - Happiness
- 1979 - Blind Faith
- 1979 - Who Do You Love
- 1980 - He's So Shy
- 1980 - Es tan timido
- 1980 - Could I Be Dreaming
- 1980 - We've Got the Power
- 1980 - Where Did the Time Go
- 1981 - Slow Hand
- 1981 - What a Surprise
- 1981 - Sweet Lover Man
- 1982 - Should I Do It
- 1982 - American Music
- 1982 - I'm So Excited
- 1983 - If You Wanna Get Back Your Lady
- 1983 - I Need You
- 1984 - Automatic
- 1984 - Jump (for My Love)
- 1984 - I'm So Excited (remix)
- 1984 - Neutron Dance
- 1985 - Baby Come and Get It
- 1985 - Dare Me
- 1985 - Freedom
- 1986 - Twist My Arm
- 1986 - Goldmine
- 1987 - All I Know Is the Way I Feel
- 1987 - Mercury Rising
- 1987 - Be There
- 1988 - He Turned Me Out
- 1988 - I'm in Love
- 1988 - Power of Persuasion
- 1990 - Friend's Advice (Don't Take It)
- 1990 - After You
- 1990 - Insanity
- 1993 - Don't Walk Away
- 1996 - Yo Ho (A Pirate's Life for Me)'
- 2005 - Sisters Are Doin' It for Themselves (feat. Natalia)
- 2005 - Christmas in New York

Come artisti ospiti
- 1985 - We Are the World (come parte degli USA for Africa)
- 1991 - Voices That Care (con vari artisti)